# Lakhdar Benchabane
Lakhdar Benchabane (1954. június 14. –) francia nemzetközi labdarúgó-játékvezető.

## Pályafutása

### Nemzeti játékvezetés
1988-ban lett az I. Liga játékvezetője. Az aktív nemzeti játékvezetéstől 1999-ben vonult vissza.

### Nemzetközi játékvezetés
A Francia labdarúgó-szövetség Játékvezető Bizottsága (JB) terjesztette fel nemzetközi játékvezetőnek, a Nemzetközi Labdarúgó-szövetség (FIFA) 1990-től tartotta nyilván bírói keretében. Több nemzetek közötti válogatott és klubmérkőzést vezetett, vagy működő társának partbíróként segített. 1993-tól a FIFA JB asszisztensi keretek kialakítása után a francia nemzetközi partbírói állományba tartozott. Nemzetközi játékvezetőként a futsal és a strandlabdarúgó szakágban szolgált bíróként. Az aktív nemzetközi játékvezetéstől 1999-ben búcsúzott. Vezetett válogatott mérkőzéseinek száma: 1.

## Sportvezetőként
A FIFA JB instruktoraként kurzusokat és szemináriumokat tart, mérkőzéseken ellenőrként tevékenykedik.

## Magyar vonatkozás
| Időpont         | Helyszín                 | Mérkőzés típusa              | Mérkőzés                            | Eredmény | Nézők száma |
| --------------- | ------------------------ | ---------------------------- | ----------------------------------- | -------- | ----------- |
| 1990. május 28. | Costières Stadion, Nîmes | felkészülési (642. mérkőzés) | Magyarország–Egyesült Arab Emirátus | 3 – 0    | 500         |